# О’Лири, Корнелиус
Корнелиус О'Лири (англ. Cornelius O'Leary; 30 сентября 1927 — 7 сентября 2006) — ирландский историк и политолог.

## Биография
О'лири родился в Лимерике, но был воспитан в Коркове, где учился в университетском Колледже Корк, получил степень с отличием по изучению истории и латыни в 1949 году. Впоследствии он учился на DPhil в Наффилдской коллегии в Оксфорде, как первый студент, который был под руководством псевдолога Дэвида Батлера. Во время изучения своего степени доктора философии он работал в ряде учебных заведений в Лондоне.
Его диссертация была опубликована как ликвидация коррупционных действий на британских выборах, 1868-1911 (Clarendon Press, 1962), и того же года он был назначен преподавателем Королевского университета в Белфасте в Северной Ирландии. В 1979 году он был профессором политологии, что отрицал раньше. Он был первым католиком, который возглавлял кафедру в университете, и пояснил, что когда он был назначен в 1960 году, он увидел королеву как часть союзнической организации. Согласно некролога, написанного Бернардом Криком, о'лири страдал алкоголизмом, вследствие чего его часто не было в университете, и его коллеги должны были прикрывать его. В одном городе он жил в отелях и жилых домах, а не на фиксированном адресе.
Помимо кандидатской диссертации, основные публикации О'Лири были о Белфаст: подход к кризису. Исследования Белфастской политики, 1613-1970 гг. (С Иеном Баджем, Макмиллан, 1973 г.), Ассамблея Северной Ирландии, 1982-1986 гг.: Конституционный эксперимент (с Сидни Эллиоттом и Г. Уилфордом, Херст, 1988 г.) И спорные вопросы в англо-ирландскому языку, 1910-1921 гг. (С Патриком Моумом, четыре суды, 2004 г.). Он планировал начать работу над ирландской политикой XX века, но это так никогда и не произошло.
Несмотря на то, что он был из Ирландии, О'Лери развил интерес к союзничества и был советником Ассоциации обороны Ольстера. Впоследствии он написал статью о независимости Северной Ирландии на просьбу Джона Макмикейла . В течение 60-х и 70-х годов он был постоянным комментатором относительно Северной Ирландии в средствах массовой информации. В своем солидном возрасте он исполнял обязанности заместителя председателя кампании против абортов вокруг восьмой поправки к Конституции Ирландии, которая ввела конституционный запрет на аборт. Это заставило его противостоять многим феминистам.
О'Лири умер 7 сентября 2006 года после короткой болезни. Он похоронен на кладбище Амбей Тимолеге в графстве Корк.

## Работы
- Doktorarbeit: The Elimination of Corrupt Practices in British Elections, 1868–1911. Clarendon Press, Oxford 1962.
- mit Ian Budge: Belfast: Approach to Crisis. A Stud< of Belfast Politics, 1613–1970. Macmillan, London 1973, ISBN 0-333-01708-0.
- Celtic Nationalism: An Inaugural Lecture Delivered before the Queen's University of Belfast on 11. May 1981. University of Belfast, Belfast, Nordirland 1982, ISBN 0-853892113.
- mit Sydney Elliot und R. A. Wilford: The Northern Ireland Assembly, 1982–1986: A Constitutional Experiment. Hurst 1988, ISBN 1-85065-036-5.
- mit Patrick Maume: Controversial Issues in Anglo-Irish Relations 1910–1921. Four Courts Press, Dublin 2004, ISBN 1-85182-657-2.